# Tutte le domeniche mattina
Tutte le domeniche mattina è un film per la televisione del 1972 diretto da Carlo Tuzii e interpretato dal cantautore Sergio Endrigo e Ludovica Modugno.

## Trama
Pino, un italiano emigrato a Zurigo, si innamora di Anna.

## Colonna sonora
Le canzoni del film sono state cantate da Sergio Endrigo.